# Астрономічна обсерваторія Зеленогурського університету

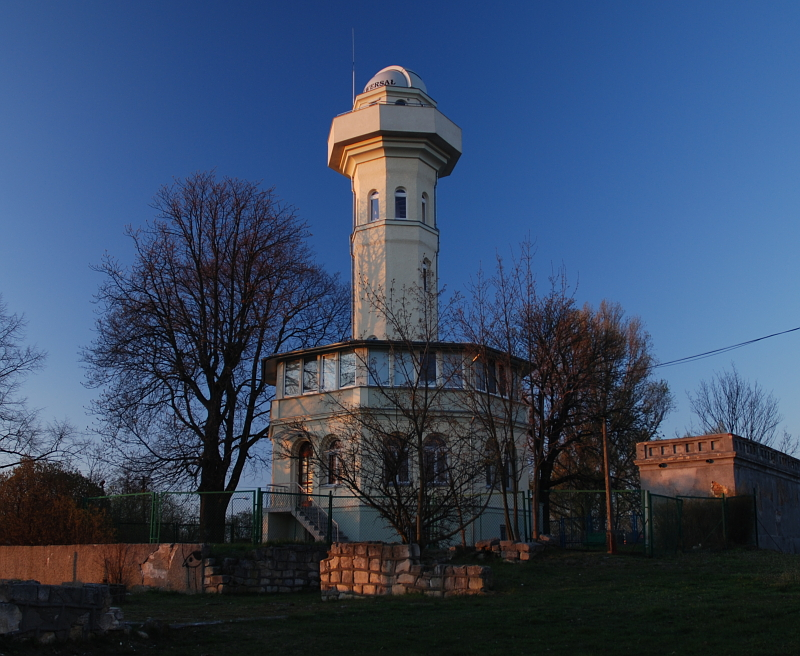
Обсерваторія – вид з південного заходу

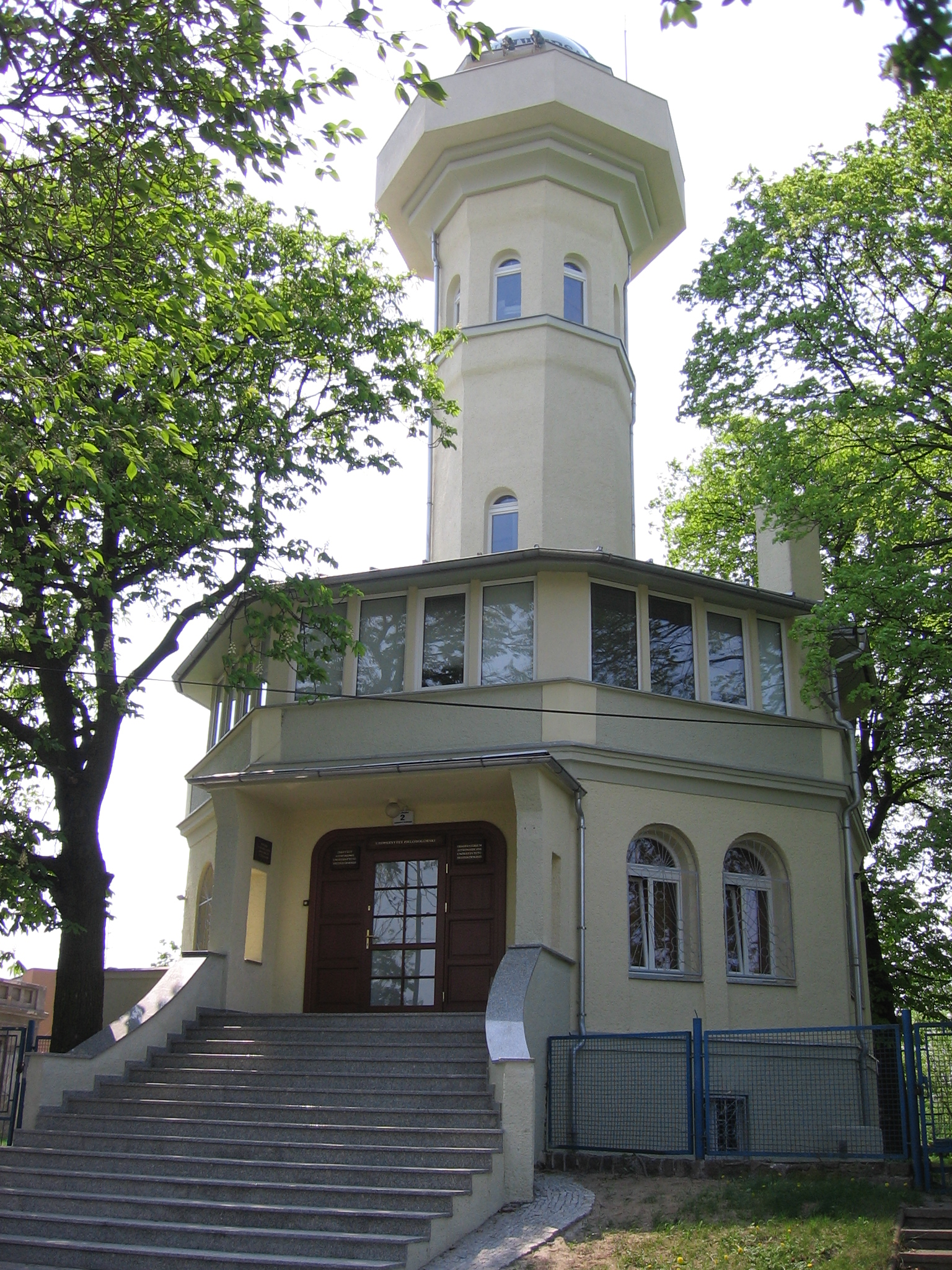
Обсерваторія - вид зі сходу

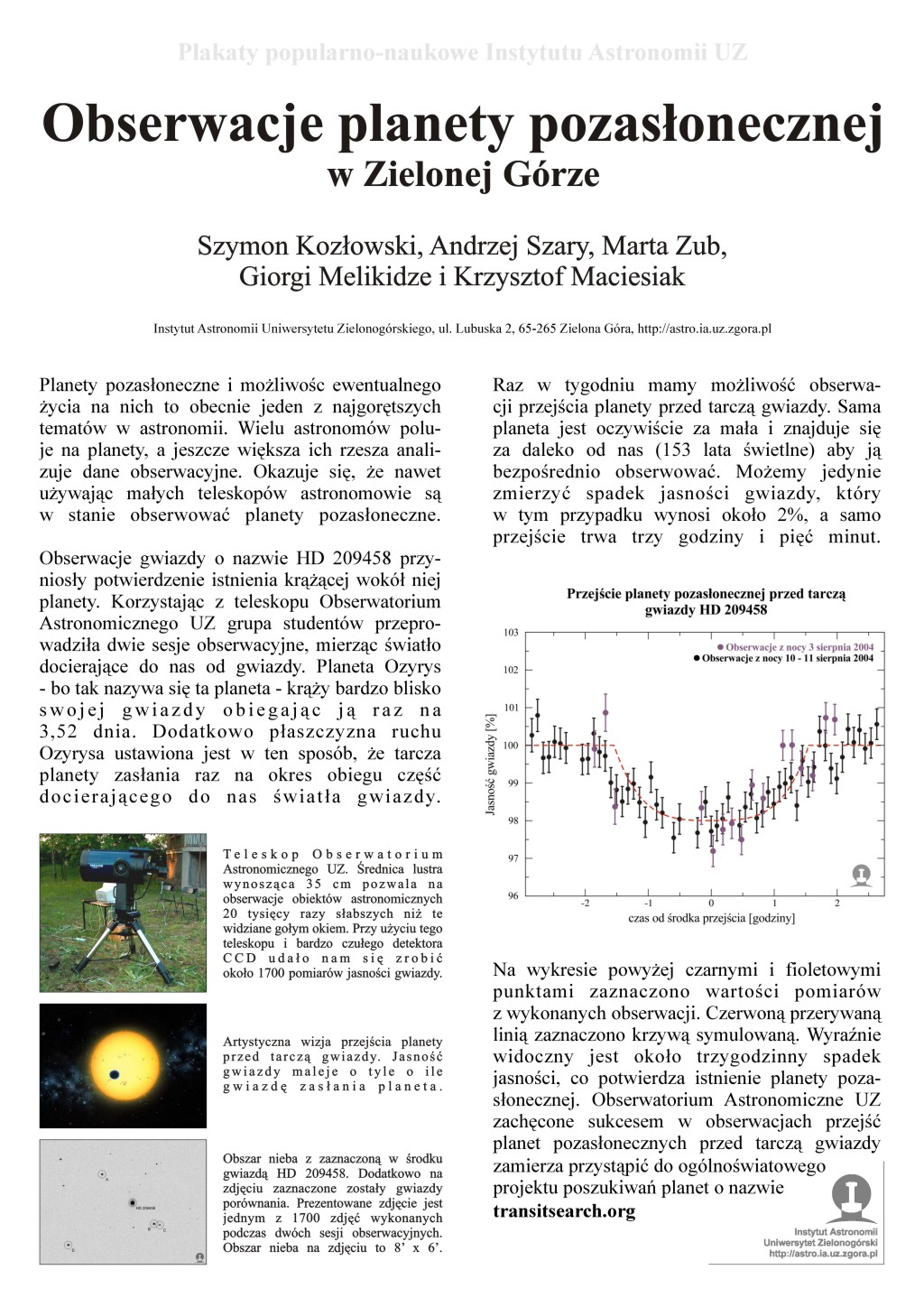
Науково-популярний плакат із спостереженнями двох транзитів позасонячної планети, що обертається навколо зірки HD 209458, зробленими в Зеленогурській обсерваторії

Астрономічна обсерваторія Зеленогурського університету - частина Інституту астрономії в рамках факультету фізики та астрономії Зеленогурського університету. Обсерваторія знаходиться приблизно за 2 км від центру міста Зелена Гура, на найвищій точці пагорба Зелена Гура, на висоті 203 метри над рівнем моря. Оглядовий майданчик з телескопом знаходиться на висоті 231 метр над рівнем моря.
Обсерваторія розташована в історичній Браніборській вежі, побудованій у 1860 році. У 1887-1914 роках на вершині вежі проводилися астрономічні та ландшафтні спостереження за допомогою невеликого телескопа, подарованого професором Вільгельмом Ферстером, директором Берлінської астрономічної обсерваторії. Більшу частину ХХ століття у Браниборській вежі був ресторан. У 1988 році об’єкт перейшов до новоствореного Зеленогурського центру астрономії. Заклад капітально відремонтували, а на оглядовому майданчику знову встановили невеликий телескоп для спостереження за небом. У 1990-х роках були придбані телескопи з діаметром дзеркала 11 і 25 см. До 2001 року щосуботи та щонеділі на вершині вежі проводилися небесні шоу для публіки. В даний час обсерваторія не проводить постійних показів неба.
У 2002 році для потреб новоствореного курсу астрономії в Зеленогурському університеті розпочато модернізацію обладнання обсерваторії. Влітку 2005 року верхівка будівлі була повністю перебудована і увінчана куполом висотою 3 метри. Під ним розташований сучасний комп’ютеризований телескоп Meade LX200 із діаметром дзеркала 35 см, подарований обсерваторії у квітні 2004 року Німецьким фондом Александра фон Гумбольдта. Телескоп оснащений фоточутливою цифровою ПЗЗ-камерою і астрономічними фільтрами UBVRI і LRGB.
Астрономічна обсерваторія Зеленогурського університету використовується, головним чином, з метою навчання студентів астрономії. Наприклад, у 2004 році група студентів спостерігала проходження позасонячної планети перед диском зорі HD 209458, а в 2005 році студенти спостерігали вибух наднової зорі SN 2005c у спіральній галактиці M51.